# لوئیجی پتروچی
لوئیجی پتروچی (ایتالیایی: Luigi Petrucci؛ زادهٔ ۱۳ سپتامبر ۱۹۵۶) بازیگر اهل ایتالیا است.
از فیلم‌هایی که وی در آن‌ها نقش داشته‌است، می‌توان به هم‌کلاسی‌ها اشاره نمود.